# George Breen
George Breen (n. 19 iulie 1935, Buffalo, New York, SUA – d. 9 noiembrie 2019, New Jersey, SUA) a fost un înotător american, medaliat olimpic. A participat la două ediții ale Jocurilor Olimpice (1956, 1960) în care a câștigat două medalii de argint și 4 medalii de bronz.